# Гусенков, Анатолий Петрович
Анатолий Петрович Гусенков (13 июня 1937 года, Рубежное, Сталинская область, УССР, СССР — 7 июня 1996 года, Москва, Россия) — учёный-машиностроитель, член-корреспондент АН СССР (1990), член-корреспондент РАН (1991), лауреат Государственной премии СССР (1989).

## Биография
Родился 13 июня 1937 года в городе Рубежное Луганской области УССР.
В 1959 году — окончил Московский авиационный технологический институт.
С 1959 года до конца жизни работал в Институте машиноведения имени А. А. Благонравова РАН, занимал должности заведующего лабораторией надежности и долговечности при термомеханических циклических воздействиях, заместитель директора института.
В 1977 году — защитил докторскую диссертацию, ему была присвоена ученая степень доктора технических наук, а в 1978 году — учёное звание профессора.
В 1990 году — избран членом-корреспондентом АН СССР.
В 1991 году — стал членом-корреспондентом РАН.
Умер 7 июня 1996 года, похоронен на Троекуровском кладбище Москвы.

## Награды
- Государственная премия СССР в области науки и техники (в составе группы, за 1989 год) — за разработку методов и создание систем обеспечения ресурса машин